# Argynnis argyrospilata
Argynnis argyrospilata is een vlinder uit de familie van de Nymphalidae. De wetenschappelijke naam van de soort is voor het eerst geldig gepubliceerd in 1938 door Kotzsch.